# Tarnaörs
Tarnaörs è un comune dell'Ungheria di 1.837 abitanti (dati 2001). È situato nella contea di Heves.